# Sinagoga Ezras Israel di Łódź
La Sinagoga Ezras Israel di Łódź, oggi scomparsa, era una delle tre principali sinagoghe monumentali della città di Łódź, assieme alla Sinagoga Alte Szil di Łódź e alla Sinagoga grande di Łódź. Costruita tra il 1889 e il 1904 in stile neoromanico come luogo di preghiera per gli ebrei ortodossi di origine russa, fu distrutta dai nazisti nella notte tra il 10 e l'11 novembre 1939 nel corso dell'Olocausto, al pari delle altre sinagoghe.

## Storia
Un edificio in legno era stato adibito a sinagoga nel 1809 per le poche famiglie ebrea che allora vivevano a Łódź. La rapida crescita della comunità ebraica nell'Ottocento porta alla costruzione di oltre 200 piccoli edifici sinagogali e di tre principali sinagoghe monumentali. La comunità ortodossa polacca edificò nel 1861 la Sinagoga Alte Szil di Łódź, mentre dal 1887 gli ebrei riformati si riunirono nella magnifica Sinagoga grande di Łódź.
La Sinagoga Ezras Israel fu l'ultima sinagoga monumentale ad essere edificata tra il 1899 e il 1904. Fu il luogo di preghiera della numerosa comunità ebraica ortodossa di origine russa, proveniente dalle regioni della Lituania e dalla Bielorussia.
L'architetto Gustaw Landau-Gutenteger diede al grandioso edificio un'austera forma neoromanica. La facciata era dominata da un enorme rosone e scandita da lesene sormontate da piccole torri decorative. L'interno presentava un semplice impianto di tipo basilicale, con i matronei collocati sulle navate laterali.
Per 35 anni la sinagoga servì con funzionalità ai bisogni della propria comunità, che nel 1927 si costituì ufficialmente come Società Ezras Israel, con una settantina di soci effettivi e circa 450 sostenitori.
Con l'invasione tedesca del settembre 1939 e l'annessione di Łódź al Terzo Reich, le grandi sinagoghe monumentali della città furono le prime vittime delle violenze antiebraiche. L'edificio fu saccheggiato e incendiato già nella notte tra il 10 e l'11 novembre 1939, prima ancora dell'istituzione del ghetto di Łódź. I suoi rabbini vennero percossi e costretti con la forza a strappare i rotoli della Legge con le proprie mani, così come raccontato da Itzhak Katzenelson nel poema Il Canto del popolo ebraico massacrato. Le rovine della sinagoga furono completamente demolite nella primavera del 1940.
Solo poche migliaia tra i 230.000 ebrei che vivevano a Lodz sopravviveranno agli eccidi dell'Olocausto. Tra le sinagoghe della città l'unica a non essere distrutta, perché adibita dai nazisti a magazzino per il sale, fu la piccola Sinagoga Reicher di Łódź.
Oggi, non resta alcuna traccia della Sinagoga Ezras Israel di Łódź, né esiste alcun memoriale di essa, se non qualche vecchia fotografia.